# Xenophon

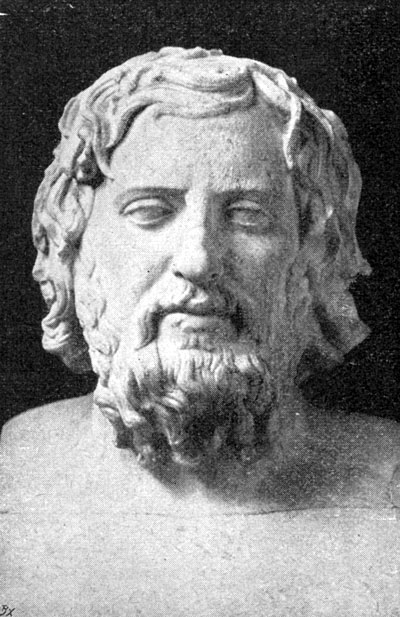
Xenophon

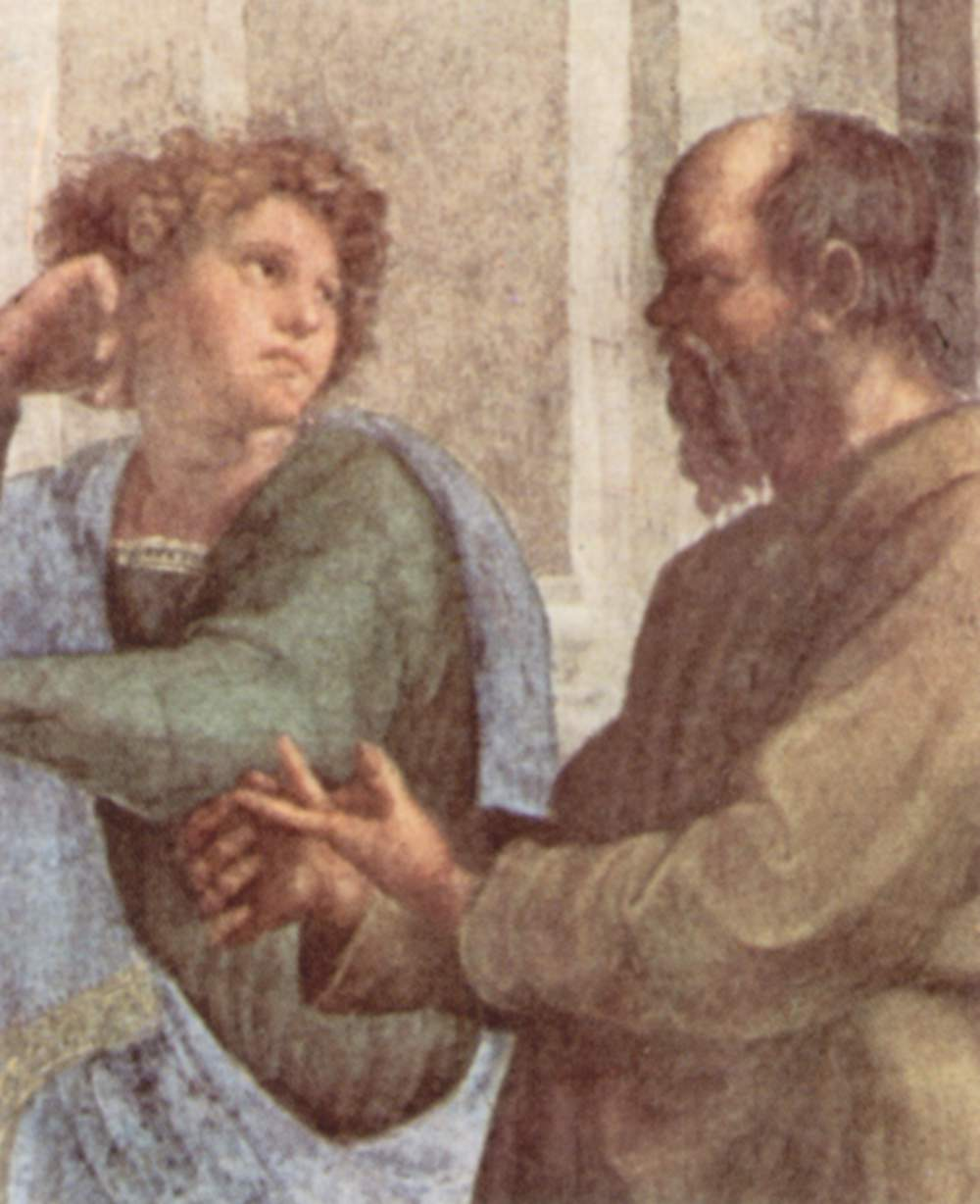
Sokrates (rechts) und möglicherweise Xenophon (links). Detail aus der Schule von Athen von Raffael, 1510–1511

Xenophon (altgriechisch Ξενοφῶν Xenophṓn; * zwischen 430 und 425 v. Chr. in Athen; † ca. 354 v. Chr. in Korinth) war ein antiker griechischer Politiker, Feldherr und Schriftsteller in den Bereichen Geschichte, Ökonomie und Philosophie. Er war ein Schüler des Sokrates.

## Leben
Was man heute über Xenophons Leben weiß, ist im Wesentlichen seinen eigenen Werken und einer philosophiegeschichtlichen Schrift des Diogenes Laertios aus dem 3. Jahrhundert entnommen.
Xenophon, Sohn des Gryllos, war Athener aus dem Demos Erchia. Er stammte aus einer wohlhabenden Familie, vermutlich aus dem „Ritterstand“, die eher oligarchisch gesinnt war. Er wurde bereits in jungen Jahren (zwischen 410 und 401 v. Chr.) ein Anhänger des athenischen Philosophen Sokrates, der ihm einer Anekdote zufolge in einer engen Gasse den Weg versperrt und ihn gefragt haben soll, wo man diverse Lebensmittel kaufen könne. Nachdem der junge Xenophon geantwortet hatte, fragte ihn Sokrates: „Und wo werden die Menschen edel und tüchtig?“ Xenophon wurde stutzig und soll Sokrates seitdem gefolgt sein. Auch wenn die Bekanntschaft mit Sokrates nicht allzu lange gedauert haben kann (Xenophon verließ Athen 401 v. Chr., Sokrates starb während seiner Abwesenheit 399 v. Chr.), hielt Xenophon an Sokrates fest und verfasste lange Zeit später Dialoge, in denen Sokrates als Hauptakteur Gespräche mit anderen führt. Xenophons Sokratesbild weist dabei erhebliche Unterschiede zur Darstellung durch Platon auf.
Im Jahr 402 v. Chr. beauftragte der persische Prinz Kyros der Jüngere Proxenos von Theben griechische Söldner anzuwerben, mit deren Hilfe er seinen Bruder Artaxerxes stürzen und selbst Großkönig des Achämenidenreichs werden wollte. Proxenos lud unter anderem auch Xenophon ins Heerlager nach Sardes ein, der aber nach eigenen Angaben unschlüssig war, ob er dem Ruf folgen solle. Denn in Athen war es mit Sicherheit nicht gern gesehen, dass Bürger der Stadt in den Dienst der Perser traten, zumal Kyros sich im Peloponnesischen Krieg auf die Seite des verfeindeten Sparta gestellt hatte. Xenophon reiste daher zunächst nach Delphi, um das dortige Orakel zu befragen. Er fragte dieses aber nach eigener Aussage nicht, ob er überhaupt an dem Feldzug teilnehmen solle, sondern nur, an welche Götter er sich wenden solle, um diesen heil zu überstehen. So reiste er 401 v. Chr. ins Perserreich.
Xenophon beschrieb den „Zug der 10.000“, den er anfangs nur als Zivilist begleitete, später in einem seiner Hauptwerke, der Anabasis. Mit Hilfe seiner Truppen und des griechischen Söldnerheers siegte Kyros 401 v. Chr. zwar in der Schlacht bei Kunaxa, kam dabei aber selbst ums Leben. Das Unternehmen hatte mit dem Tod des Anführers seinen Sinn verloren und sein Heer löste sich auf. Die griechischen Söldner mussten nun versuchen, sich alleine quer durch Feindesland bis ans Schwarze Meer durchzuschlagen. Als auch ihr eigener Führer, Proxenos von Theben, fiel, wurde Xenophon, dessen Stimme schon vorher zunehmend an Gewicht gewonnen hatte, zum neuen Befehlshaber gewählt, lehnte die Funktion aber nach eigenen Angaben ab. Xenophon gelangte mit dem Heer ans Schwarze Meer und schließlich über Byzantion nach Pergamon. 
In den darauffolgenden Jahren schloss sich der in Athen unerwünschte Xenophon den Spartanern und ihrem von Agesilaos geführten Heer an. Diese schenkten ihm daraufhin ein Landgut in Skillous, auf das er sich in den 380er-Jahren mit seiner Frau Philesia und den zwei Söhnen zurückzog. Dort kümmerte er sich um die Wirtschaft und widmete sich geistigen Betätigungen. In dieser Zeit entstanden die geschichtlichen Werke Anabasis und Hellenika, eine direkte Fortsetzung des unvollendeten Geschichtswerkes des Thukydides, ebenso wie eine ökonomische Schrift und philosophische Dialoge. Nach der Niederlage Spartas gegen Theben fiel Skillous allerdings im Jahr 371 v. Chr., und Xenophons Familie übersiedelte nach Korinth. 367/366 wurde das Verbannungsurteil Athens über Xenophon aufgehoben, woraufhin er sich, wie man aber nur annehmen kann, nach 35 Jahren nach Athen zurückbegab, dann aber laut Diogenes Laertios in Korinth starb.
Über Beziehungen zu anderen Sokratesschülern wissen wir nicht viel – zu Platon und Aristippos von Kyrene soll er aber in einem schlechten Verhältnis gestanden haben. Diogenes Laertios führt es auf eine Rivalität der beiden Philosophen zurück, dass sowohl Xenophon wie Platon ein Gastmahl und eine Verteidigungsrede des Sokrates verfasst haben. Ferner habe der eine moralische Abhandlungen, der andere seine Memorabilia geschrieben und Platon die Erziehung des Kyros (es gibt eine Schrift Xenophons dazu) als Fiktion abgetan. Einige Forscher finden in den Memorabilien Xenophons zahlreiche Reminiszenzen an die Dialoge Platons.

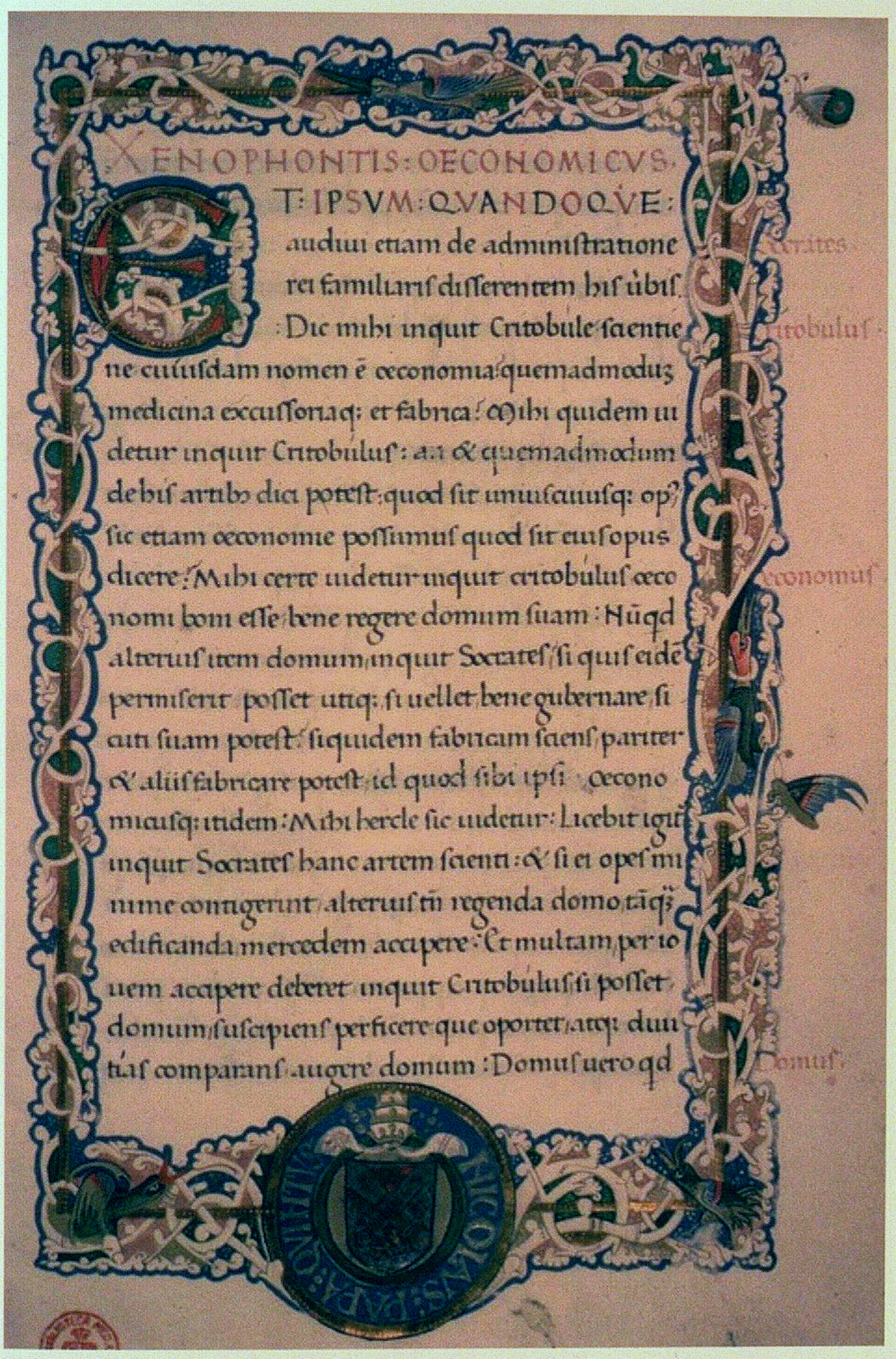
Lampugnino Biragos lateinische Übersetzung von Xenophons Oikonomikos in der Handschrift Florenz, Biblioteca Medicea Laurenziana, Strozzi 51, fol. 3r (Widmungsexemplar für Papst Nikolaus V., 15. Jahrhundert)

## Nachwirkung
Xenophons Werke, insbesondere die sokratischen Schriften und die Anabasis, waren unter anderem wegen ihrer nüchtern-klaren Sprache beliebt (er wurde unter anderem von Marcus Tullius Cicero gelesen und gelobt); er bleibt auch bis heute ein wichtiges Stilvorbild für das attische Griechisch und wird daher, ähnlich wie Platon, häufig für Graecumsprüfungen verwendet. Da Xenophon teilweise Augenzeuge der berichteten Ereignisse war, ist er außerdem eine wichtige Quelle für die griechische Geschichte des 4. Jahrhunderts v. Chr. und hat in neuerer Zeit wieder das Interesse der Forschung erregt, wenngleich er in seiner Darstellung nicht das intellektuelle Niveau von Thukydides erreichte. Auch für die Philosophiegeschichte ist er von Bedeutung als kritische Ergänzung zur Darstellung des Sokrates in den Werken Platons. Seine Werke Hipparchikos und Über die Reitkunst werden heute vielfach als Grundlage der Hippologie gesehen. Die dort zu findenden Hinweise haben auch heute noch unverändert Gültigkeit.
Xenophon machte sich auch Gedanken zur Ökonomie, die er vor allem in zwei Büchern festhielt: Oikonomikos (Gespräch über die Haushaltsführung) und De Vectigalibus (Mittel und Wege, dem Staat Geld zu verschaffen). In diesen beschäftigt er sich mit den Prinzipien guter Haushaltsführung einerseits und andererseits mit der Wirtschaft Athens. Tomáš Sedláček sieht diese Werke als die allerersten eigenständigen Lehrbücher für Mikro- und Makroökonomie. Er beschäftigte sich auch mit subjektiver Wertlehre und der Zuordnung von Arbeit in der Polis.
Der Asteroid (5986) Xenophon und der Mondkrater Xenophon sind nach ihm benannt.

## Bildnisse
Es sind vier Nachbildungen eines nicht erhaltenen Originalbildnisses erhalten. Eine dieser Nachbildungen, eine 1940 in Kairo entdeckte Herme, steht heute im Museum in Alexandria. Der Entstehungszeitraum des Originals wird auf die Jahre 335 bis 330 v. Chr. geschätzt, als Xenophon bereits verstorben war.

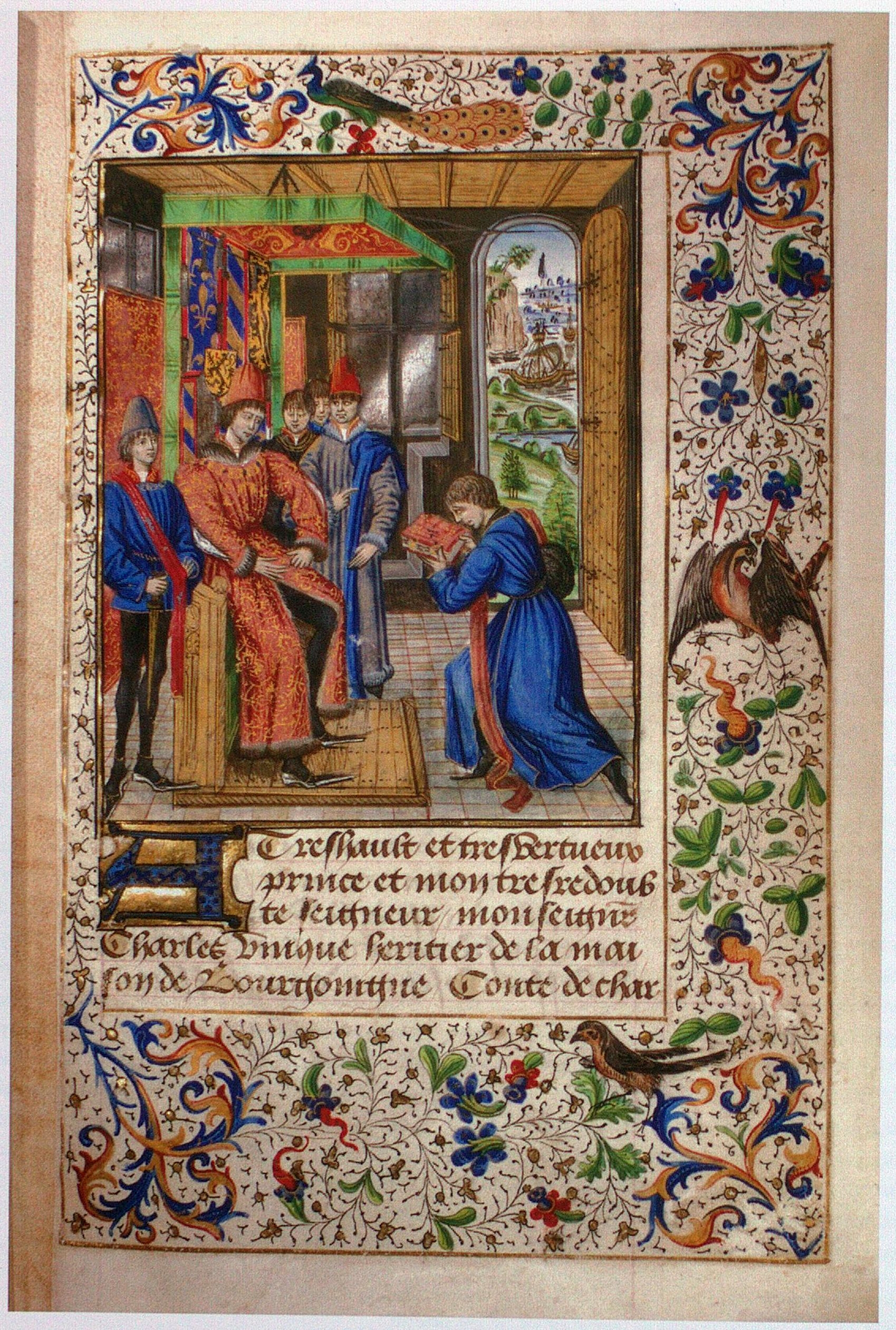
Charles Soillot übergibt seine französische Übersetzung von Xenophons Hieron Herzog Karl dem Kühnen von Burgund. Buchmalerei in dem um 1460 angefertigten Widmungsexemplar für den Herzog (Brüssel, Bibliothèque royale, Ms. IV 1264, fol. 1r)

## Schriften
Man nimmt an, dass wie etwa im Fall Platons alle Schriften Xenophons erhalten sind. Ebenfalls wie bei Platon wird aber auch davon ausgegangen, dass nicht alle der unter seinem Namen überlieferten Schriften tatsächlich von Xenophon stammen. Dazu zählen die Staatsverfassung der Athener und wahrscheinlich auch die Abhandlung über die Jagd. Sicher unecht sind Über Theognis und die Xenophonbriefe. Die folgende Einteilung der 15 Schriften Xenophons folgt der von Klaus Döring:
Historische Schriften
- Anabasis, Der Marsch des Kyros ins Hochland (autobiographischer Bericht über den „Zug der 10.000“ in das Perserreich und zurück)
- Hellenika, Geschichte Griechenlands (von 411 bis 362 v. Chr., direkter Anschluss an das Werk des Thukydides)
- Agesilaos (Lobrede auf den spartanischen König Agesilaos)

Sokratische Schriften
- Memorabilien, Erinnerungen an Sokrates
- Symposion, Gastmahl (philosophisch-literarischer Dialog während eines Gastmahls)
- Apologie, Verteidigungsrede des Sokrates (hypothetische Verteidigungsrede des angeklagten Sokrates vor Gericht)
- Oikonomikos, Hauswirtschaft

Pädagogische und politologische Schriften
- Kyrupädie, Erziehung des Kyros (Schrift zur politischen Bildung über den als idealen Herrscher dargestellten persischen Großkönig Kyros II.)
- Hieron (Dialog über die Tyrannis)
- Poroi, Über die Staatseinkünfte (Möglichkeiten der Geldbeschaffung für den Stadtstaat Athen)
- Das Staatswesen der Lakedämonier (Beschreibung der von ihm geschätzten spartanischen Verfassung und Lebensweise)

Weitere
- Hipparchikos (Abhandlung über die Aufgaben eines Reitereikommandanten)
- Über die Reitkunst
- Kynegetikos, Abhandlung über die Jagd
- Staatsverfassung der Athener (stammt wohl in Wirklichkeit nicht von Xenophon, siehe Pseudo-Xenophon)

## Gesamtausgaben und Übersetzungen
Gesamtausgaben
- Edgar Cardew Marchant (Hrsg.): Opera omnia. 5 Bände, Oxonii E Typographeo Clarendoniano, Oxford 1900–1920 (es existieren Nachdrucke)
  - Band 1: Historia Graeca, 1900 (archive.org)
  - Band 2: Commentarii, Oeconomicus, Convivium, Apologia Socratis, 1901 (archive.org)
  - Band 3: Expeditio Cyri, 1904 (archive.org)
  - Band 4: Institutio Cyri, 1910 (archive.org)
  - Band 5: Opuscula, 1920 (archive.org)
- Christian Nathanael Osiander, Gottlieb Lukas Friedrich Tafel, Gustav Schwab (Hrsg.): Xenophon’s von Athen Werke. In: Griechische Prosaiker in neuen Uebersetzungen, J.B. Metzler, Stuttgart 1827–1828 (Neuauflage 1843).

Übersetzungen einzelner Schriften
- Rainer Nickel (Hrsg.): Kyrupädie. Die Erziehung des Kyros, Griechisch-Deutsch, Artemis und Winkler, München 1992.
- Walter Müri, Bernhard Zimmermann (Hrsg.): Anabasis. Der Zug der Zehntausend, Griechisch-Deutsch, Artemis-Verlag, München 1990.
- Gisela Strasburger (Hrsg.): Hellenika. Griechisch-Deutsch, 2. Auflage, München 1988.
- Ernst Bux (Hrsg.): Die sokratischen Schriften, Kröner, Stuttgart 1956.
- R. Baer (Hrsg.): Xenophons Apologie des Sokrates. Deutsch-Griechisch, Bär, Niederuzwil 2007.
- Ekkehard Stärk (Hrsg.): Das Gastmahl, Griechisch/Deutsch, Reclam, Stuttgart 1986.
- Georg Peter Landmann (Hrsg.): Das Gastmahl, Rowohlt, Hamburg 1957.
- Anabasis. Hellenika. Erinnerungen an Sokrates, Emil Vollmer Verlag, Wiesbaden o. J. (Lizenzausgabe der Übersetzungen von Müri, Strasburger und Järisch).
- Leo Strauss: Über Tyrannis. Eine Interpretation von Xenophons „Hieron“ mit einem Essay über Tyrannis und Weisheit von Alexandre Kojève. Luchterhand Verlag, Neuwied und Berlin 1963 (Übersetzung und Interpretation).
- Sokratische Denkwürdigkeiten, in Christoph Martin Wielands Übersetzung mit seinen Erläuterungen, eingeleitet mit einem Essay von Jan Philipp Reemtsma (Die Andere Bibliothek). Eichborn, Frankfurt am Main 1998.
- Kai Brodersen: Xenophon: Ross und Reiter, Griechisch/Deutsch, Tusculum, de Gruyter, Berlin 2018, ISBN 978-3-11-059562-8 (Hipparchikos und Peri Hippikes).
- Kai Brodersen: Xenophon / Arrianos: Jagd und Jagdhunde. Griechisch/Deutsch, Tusculum, de Gruyter, Berlin 2018, ISBN 978-3-11-059563-5 (Kynegetikos).
- Wolfgang Will: Xenophon: Kleine historische und ökonomische Schriften. Griechisch/Deutsch. De Gruyter, Berlin 2020, ISBN 978-3-11-046995-0 (Inhalt: Die Verfassung der Lakedaimonier; Agesilaos; Hieron; Poroi).
- Helmuth Vretska: Xenophon: Anabasis. Bearbeitet von Kai Brodersen. Reclams Universal-Bibliothek 14224, Reclam, Stuttgart 2022, ISBN 978-3-15-014224-0.